# جيم أندرسون (لاعب كرة قاعدة)
جيم أندرسون (بالإنجليزية: Jim Anderson)‏ هو لاعب كرة قاعدة أمريكي، ولد في 23 فبراير 1957 في لوس أنجلوس في الولايات المتحدة.